# Коукал яванський
Коука́л яванський (Centropus nigrorufus) — вид зозулеподібних птахів родини зозулевих (Cuculidae). Ендемік Індонезії.

## Опис

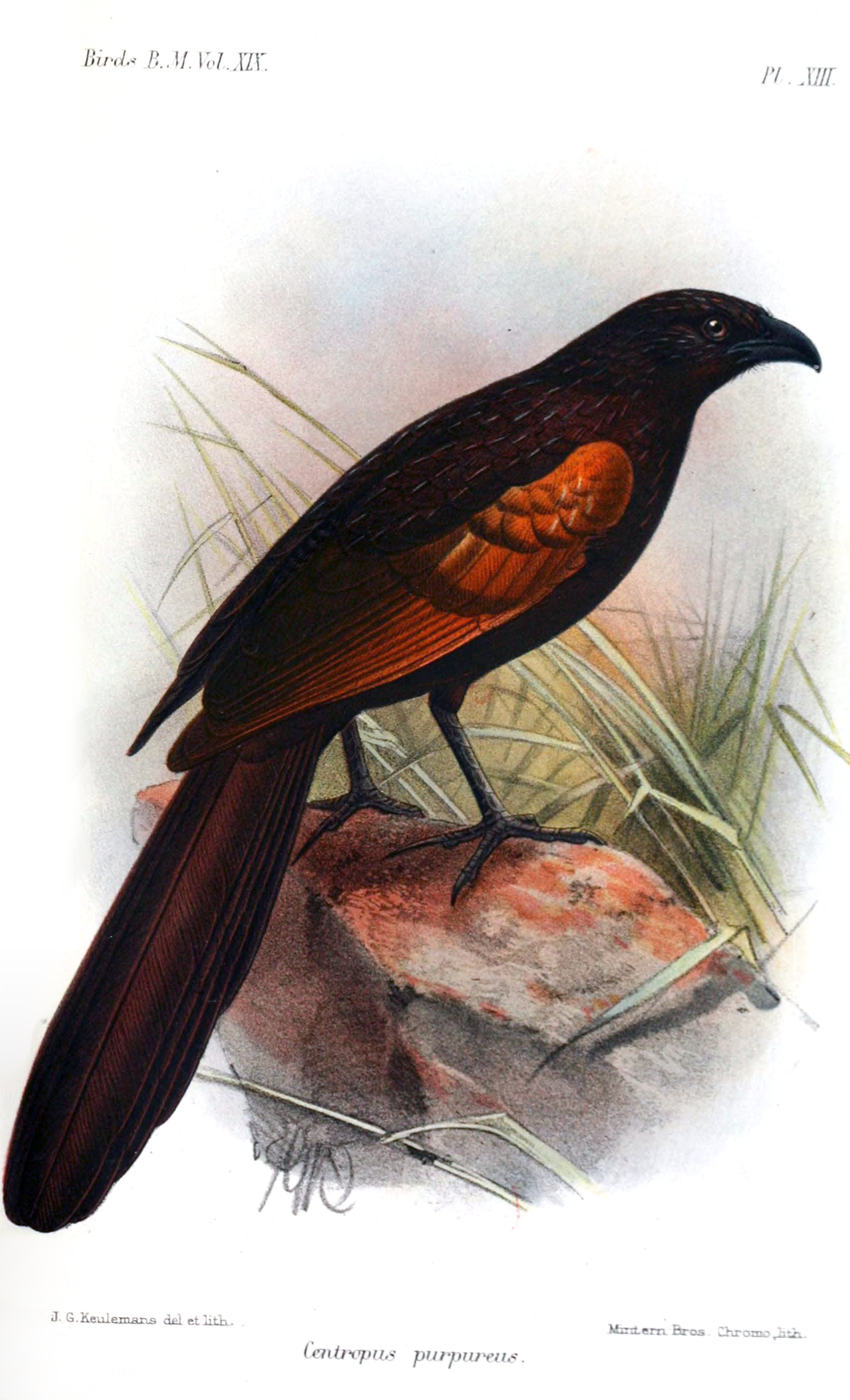
Яванський коукал

Довжина птаха становить 46 см, враховуючи довгий хвіст, довжина якого у самців становить 20 см, у самиць 25 см. Забарвлення переважно чорне, блискуче, з пурпуровим відблиском, за винятком рудих крил. Покривні пера крил і махові пера мають чорні кінчики. Райдужки червоні, дзьоб і лапи чорні.

## Поширення і екологія
Яванські коукали є ендеміками острова Ява. Вони живуть в мангрових лісах і прибережних солоних і прісноводних болотах, в заростях Acrostichium, Saccharum, Imperata і Nypa, на узліссях заболочених лісів та на заплавних луках. Живляться комахами та іншими безхребетними, а також земноводними і дрібними плазунами. В кладці від 1 до 3 яєць.

## Збереження
МСОП класифікує цей вид як вразливий. За оцінками дослідників, популяція яванських коукалів становить від 3500 до 15000 птахів. Їм загрожує знищення природного середовища.